# 中正勳章
中正勳章，為中華民國第三高等級文職勳章。此勳章於民國69年（1980年）1月11日頒行，主要頒授推動民主憲政有特殊勳勞、對復興中華文化有特殊表現者。至今有顧祝同、張爰（張大千）、張群、連戰、錢復、翁岳生、張俊雄、王金平、劉兆玄、賴英照和蕭萬長、吳敦義等12人獲得此勳章，是中华民国迄今为止最迟设立的勋章。
自2016年蔡英文就任總統後，由於促進轉型正義的考量（促轉會按中正勳章的文字語意，指出勳章具營造威權統治時期統治者被擁戴的形象之意，屬於威權象徵之一），至今未再頒發中正勳章。

## 外观
中正勳章正章中心為「中正」二字，副章中心為綠底黃色《中華民國憲法》封面圖。象徵蔣中正名寓大中至正精神，繼承孫中山遺志，領導全國軍民，內除軍閥，外抗強鄰，廢除不平等條約，實行民主憲政，建設復興基地，其德業與民主憲政光耀於世，永垂不朽。

### 章體
中正勳章為藍白紅色五角式狀，五角間為白金色內外層光芒。正章（星章）梅花形中心為「中正」二字，副章（绶章）梅花形中心為綠底黃色《中華民國憲法》封面圖，材質為銀質珐瑯鍍金多層結構。副章帶圓形勾環。

### 授帶
中正勳章不分等級，大授有表，配帶為右肩左斜，與文職勳章配掛時位於中山勳章之次高位置。大授帶與哥斯达黎加国旗类似：中央为红色，两侧边缘为蓝色，红蓝条之间各有一白条。

## 授予

### 资格
- 對實踐三民主義有特殊成就者。
- 對反共建國大業有特殊貢獻者。
- 對復興中華文化有特殊表現者。
- 對實施民主憲政有特殊勳勞者。

### 獲頒人員
- 顧祝同：1981年頒，擔任總統府戰略顧問，輔佐政務有功。[5]
- 張爰（張大千）：1982年頒，推動中華文化有功。[6]
- 張群：1987年頒，擔任總統府資政，輔佐政務有功。[7]
- 連戰：2000年頒，擔任行政院院長，綜理百揆，勤政恤民有功。
- 錢復：2005年頒，擔任監察院院長，職司政風有功。
- 翁岳生：2007年頒，擔任司法院院長，執行專業法院，落實司法體系改造有功。
- 張俊雄：2008年頒，擔任行政院院長，綜理百揆，勤政恤民有功。[8]
- 王金平：2008年頒，擔任立法院院長，制定經濟振興方案，推動國會外交有功。
- 劉兆玄：2009年頒，擔任行政院院長，綜理百揆，勤政恤民有功。
- 賴英照：2010年頒，擔任司法院院長，執行專業法院，落實司法有功。
- 蕭萬長：2012年頒，擔任副總統，輔弼元戎，襄贊中樞有功。[9]
- 吳敦義：2016年頒，擔任副總統，輔弼元戎，襄贊中樞有功。[10]